# Сан Венанцо (Асколи Пичено)
Сан Венанцо (итал. San Venanzo) насеље је у Италији у округу Асколи Пичено, региону Марке.
Према процени из 2011. у насељу је живело 48 становника. Насеље се налази на надморској висини од 345 м.